# Marcel Bonniot
Marcel Bonniot, né le 2 juillet 1922 et mort le 18 novembre 2017, est un homme politique français,.

## Biographie
Marcel Bonniot intègre à 17 ans l'École Normale à Valence en juillet 1939. Cependant avec le début de la guerre, son parcours scolaire s'en voit chamboulé, et il passera un brevet d'instituteur en un an avec ses classes d’application à Saillans et Espenel.
Le 1er octobre 1942, Marcel Bonniot obtient son premier poste d'instituteur à l'école de l'ancienne commune de Grimone (actuellement sur le territoire de Glandage). Un mois après sa prise de fonction, il se doit rejoindre les Chantiers de Jeunesse début novembre. Il arrivera, pendant le laps de temps avant sont départ à passer son CAP à Glandage. Il est affecter successivement à Muy dans le Var, puis Manosque en mars 1943.

### Résistance
Marcel Bonniot obtient de son supérieur une permission officieuse pour repartir dans la Drôme. Il entre alors dans la clandestinité. En 1944, il rejoint la Compagnie Morin, du nom de leur capitaine Henri Morin, minotier, maire de Beaufort et commandant de la 9e Cie FFI du Sud Vercors. Il participera à de nombreuses opérations dans le secteur de la Drôme en lien avec le Débarquement en Provence et la libération de Valence le 31 août 1944.
Il poursuivra son engagement dans la résistance de septembre à octobre au sein de la 159e R.T.A. Lui et ses camarades sont envoyés en Maurienne, en bas du col du Mont-Cenis, puis il participe sous la direction du Maréchal de Lattre de Tassigny à la défense de Strasbourg.
Il participera en 1945 avec son unité au défilé du 14 juillet pour la Libération de Paris, devant le Général de Gaulle. En août, il sera envoyé en occupation, à Vienne en Autriche, puis il sera démobilisé en novembre 1945.

### Carrière professionnelle
Marcel Bonniot réintègre l'Éducation nationale à la fin de la guerre. Très vite, il est nommé comme enseignant d'une classe unique à Saint-Ferréol-Trente-Pas. Il prend son poste le 1er décembre.
En 1955, on lui propose un poste à l’école primaire des garçons de Chabestan à Die, en lien avec la Fédération des Œuvres Laïques (FOL). Le but étant d'animer des activités de sport et de plein air le jeudi ou le dimanche après-midi (jour de congé hebdomadaire).
En 1959, il est nommé en tant que professeur d’enseignement général au collège de Die. Il exercera pendant six ans, et il termine sa carrière comme conseiller pédagogique auprès de l'Inspection départementale de l'Éducation nationale.

### Carrière politique
Lors de son premier emploi sur Saint-Ferréol-Trente-Pas, il se fait rapidement apprécier de la population et devient maire en 1947, fonction qu'il assumera jusqu'en 1955.
De retour sur Die, il se replonge dans les affaires publiques. En 1959, il est élu conseiller municipal aux côtés du maire Maurice Vérillon. Il fera avec lui deux mandats et demi et en 1963, il en deviendra même l'un des adjoints.
Marcel Bonniot reprend la succession de Maurice Vérillon et devient maire de Die en mars 1974. Il est réélu en 1977, puis en 1983.
Aux élections législatives de 1977, Marcel Bonniot est élu suppléant du député socialiste Rodolphe Pesce. En mars 1979, il se présente aux élections cantonales sous les couleurs du Parti Socialiste, mais ne fut pas élu.

## Détail des fonctions et des mandats
Mandats locaux
- 1947 - 1953 : Maire de Saint-Ferréol-Trente-Pas
- 1953 - 1955 : Maire de Saint-Ferréol-Trente-Pas
- 1974 - 1977 : Maire de Die
- 1977 - 1983 : Maire de Die
- 1983 - 1989 : Maire de Die

Mandats parlementaires
- 1978 - 1986 : Député suppléant de la Drôme